# Gömböcfutóformák

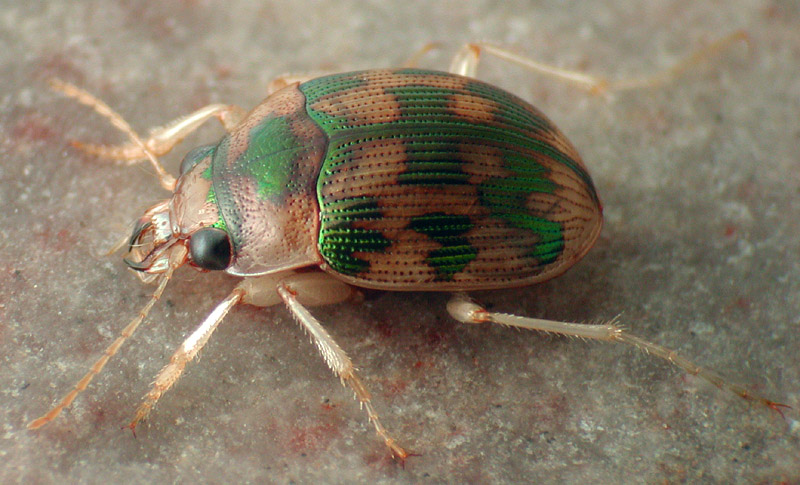
Omophron tessellatum

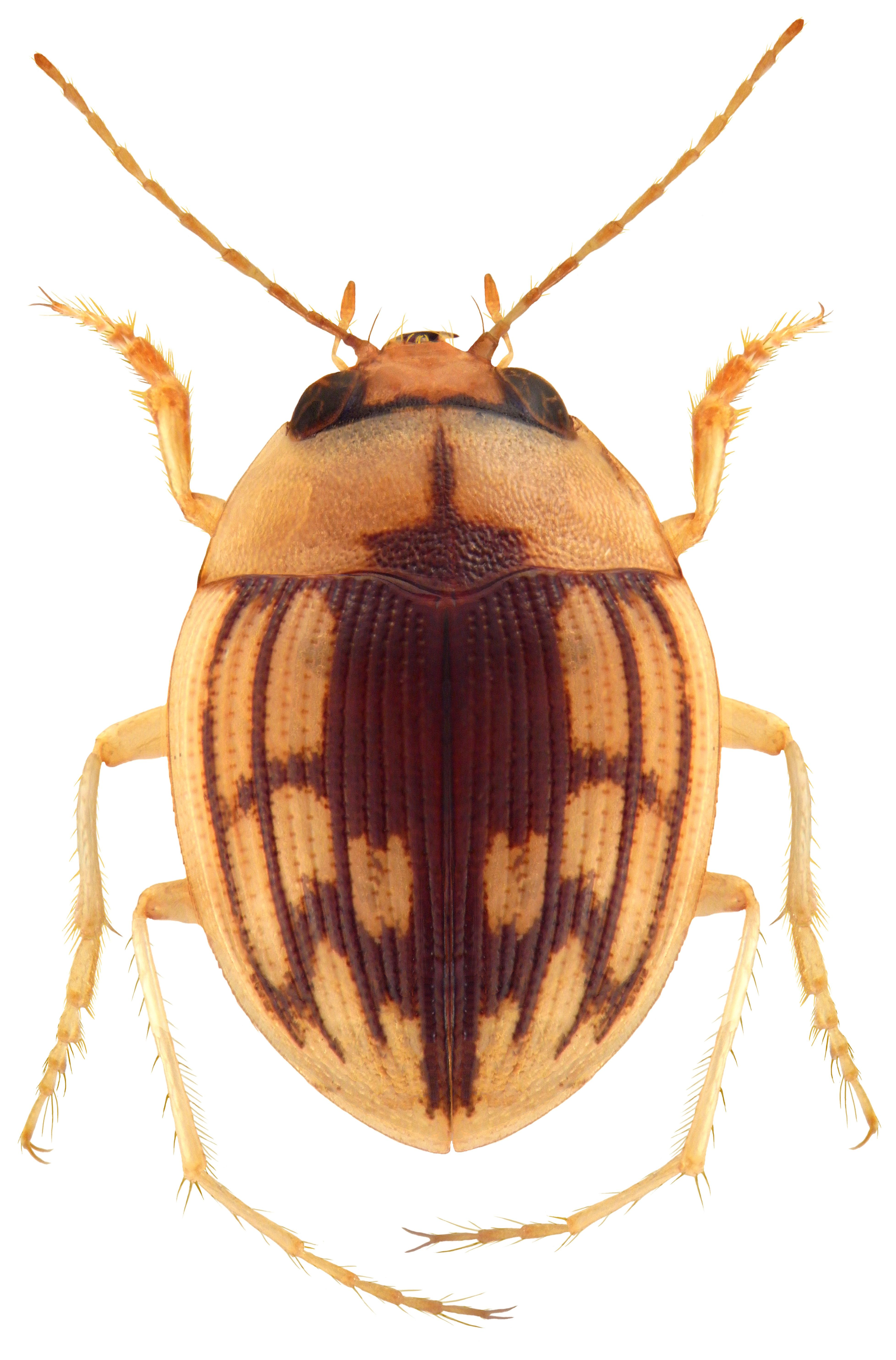
Omophron interruptum

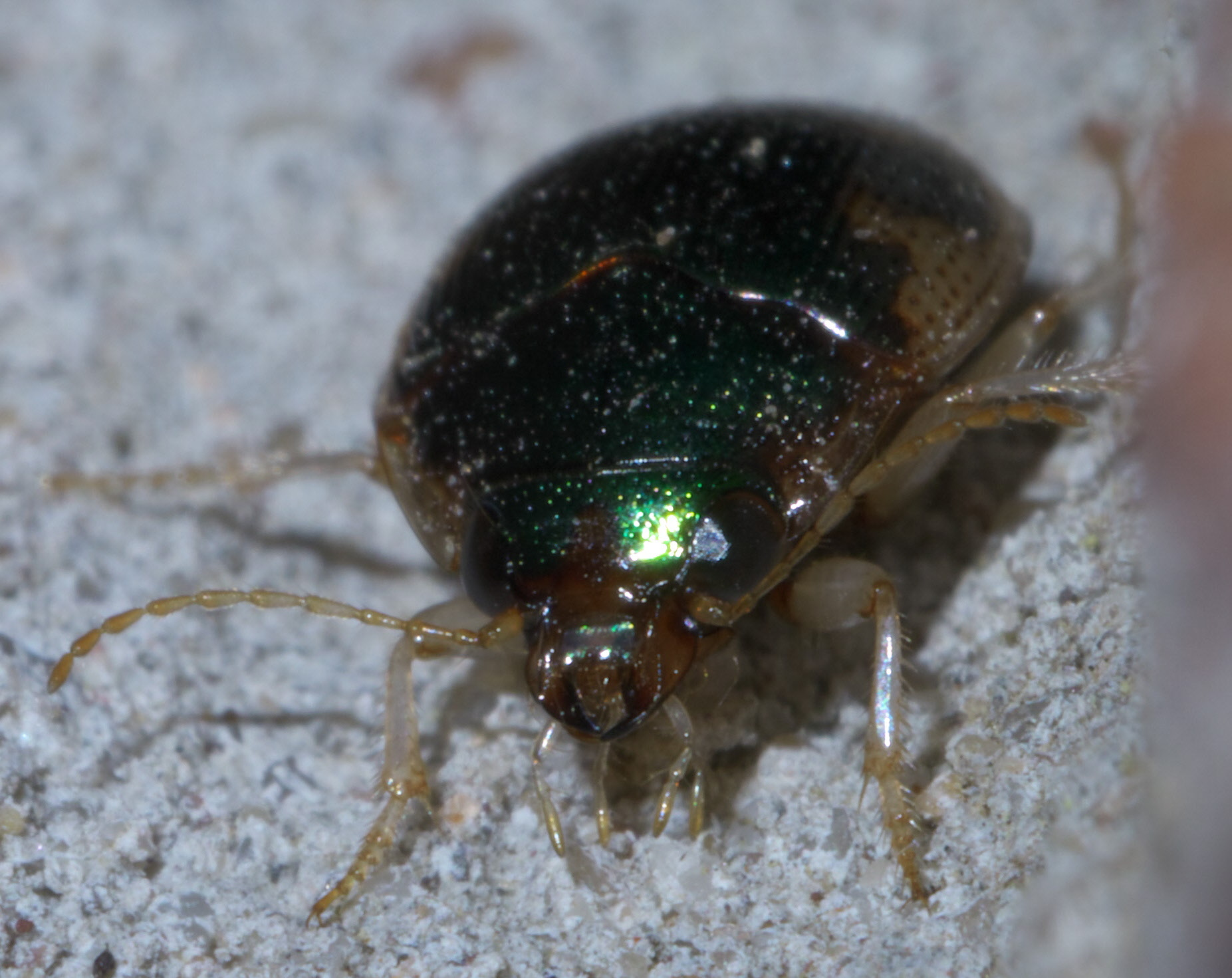
Omophron nitidum

A gömböcfutóformák (Omophroninae) a ragadozó bogarak (Adephaga) alrendjébe sorolt futóbogárfélék (Carabidae) családjának egyik alcsaládja egy nemzetség egyetlen nemének mintegy hetven fajával.

## Származásuk, elterjedésük
Magyarországon az alcsalád egy faja honos:
- közönséges gömböcfutó (Omophron limbatum) Fabricius, 1777

## Rendszertani felosztásuk
Az egyetlen nemben két alnemet különítenek el:
- O. (Omophron)
- O. (Phrator)

Fajok:
- Omophron aequale
- Omophron affine
- Omophron africanum
- Omophron alluaudi
- Omophron amandae
- Omophron americanum
- Omophron axillare
- Omophron baenningeri
- Omophron barsevskisi
- Omophron bicolor
- Omophron brettinghamae
- Omophron capense
- Omophron capicola
- Omophron chelys
- Omophron clavareaui
- Omophron congoense
- Omophron dentatum
- Omophron depressum
- Omophron dissimile
- Omophron distinctum
- Omophron ethiopiense
- Omophron gemmeum
- Omophron ghesquierei
- Omophron gilae
- Omophron grandidieri
- Omophron gratum
- Omophron grossum
- Omophron guttatum
- Omophron hainanense
- Omophron interruptum
- Omophron jacobsoni
- Omophron labiatum
- közönséges gömböcfutó (Omophron limbatum)
- Omophron lunatum
- Omophron luzonicum
- Omophron maculosum
- Omophron madagascariense
- Omophron mexicanum
- Omophron minutum
- Omophron multiguttatum
- Omophron nepalense
- Omophron nitidum
- Omophron oberthueri
- Omophron obliteratum
- Omophron oblongiusculum
- Omophron ovale
- Omophron parvum
- Omophron piceopictum
- Omophron pictum
- Omophron picturatum
- Omophron porosum
- Omophron pseudotestudo
- Omophron riedeli
- Omophron robustum
- Omophron rotundatum
- Omophron saigonense
- Omophron schoutedeni
- Omophron severini
- Omophron smaragdus
- Omophron solidum
- Omophron sphaericum
- Omophron stictum
- Omophron striaticeps
- Omophron tessellatum
- Omophron testudo
- Omophron variegatum
- Omophron virens
- Omophron vittatum
- Omophron vittulatum
- Omophron yunnanense